# Ufensia dilativena
Ufensia dilativena är en stekelart som först beskrevs av Maksymilian Nowicki 1940.  Ufensia dilativena ingår i släktet Ufensia och familjen hårstrimsteklar. Inga underarter finns listade i Catalogue of Life.